# 酒向隆憲
酒向 隆憲（さこう たかのり）は、岐阜県岐阜市在住のテノールオペラ歌手。東京国際芸術協会演奏家会員、岐阜日伊協会会員。音楽科の教師も勤めている。

## 略歴
岐阜大学教育学部音楽科を卒業。1998年より継続して夏季・冬期の休暇に毎年イタリアに短期留学をし、これまでに24回計短期留学をしている。その際にベルカント唱法を習い、現在はレッスンや質問を受け付けている。
近年は多くコンサートに出演しており、中学校や高等学校の芸術鑑賞会や野外コンサートなど、様々なコンサートを行っている。コンクールでは、
- 第13回長江杯国際音楽コンクール　第2位
- 第17回万里の長城杯国際音楽コンクール　第4位
- 第26回アジア国際音楽コンサート優秀賞
- 第43回TIAA全日本クラシック音楽コンサート優秀賞

など、優秀な成績を修めている物もあり、その他様々なコンクールに入賞している。